# Disagio
Disagio (IPA: [dɪsˈʔaːdʒo] oder Damnum, Abgeld) ist im Finanzwesen ein Abschlag vom Nennwert, der bei einer Kreditgewährung oder der Emission eines Wertpapiers vereinbart werden kann oder der Betrag, um den der Kurs einer Banknote oder einer Münze unter deren Nennwert liegt. Das Gegenteil des Disagios ist das Agio.

## Allgemeines
Gibt es bei Finanzprodukten ein Disagio, so existiert stets auch ein Nennwert. Bei zinstragenden Finanzprodukten beeinflusst das Disagio deren Rendite oder den Effektivzins.

## Disagio bei Darlehen

### Handhabung bei Darlehen
Das Disagio wird entweder in Prozent des Kreditbetrages einschließlich Disagio angegeben, z. B. „9 % Disagio“ oder als Auszahlungsbetrag oder Auszahlungskurs, z. B. „91 % Auszahlungskurs“, d. h. von 100 Euro Kreditbetrag werden in beiden Fällen nur 91 Euro Kreditbetrag ausgezahlt, die dem Kreditnehmer zur Verfügung gestellt werden. Er muss aber insgesamt 100 Euro verzinsen und zurückzahlen.
Grund eines Disagios bei einem Kredit ist die Vereinbarung eines niedrigeren Nominalzinssatzes, weil das Disagio als vorausbezahlter Zins gilt. Hierdurch wird die monatliche Ratenzahlung – während des Zeitraumes, für den das Disagio vorausbezahlt wurde – niedrig gehalten. Wegen des nicht ausgezahlten Disagios ist jedoch bei gegebenem Kreditbedarf ein höherer Kreditbetrag aufzunehmen, zu verzinsen und zurückzuzahlen als bei einem Kredit ohne Disagio.
Die relativ komplizierte Berechnung des wegen des Disagios zu zahlenden „verbilligten“ Nominalzinssatzes ist nur mit einem aufwendigen Iterationsverfahren möglich, welches in der Preisangabenverordnung (PAngV) genau festgelegt ist. Der finanzmathematisch nicht geschulte Kunde kann diese Berechnungen in der Regel nicht nachvollziehen. Die PAngV zielt mit ihrer Effektivzinsberechnung darauf ab, dass zwei Kreditvarianten miteinander vergleichbar werden, wenn der sich nach einem einheitlichen Berechnungsverfahren ergebende effektive Jahreszinssatz für die gleiche Restschuld am Ende des Vergleichszeitraumes ermittelt worden ist.
Das in der PAngV vorgeschriebene Verfahren geht dabei davon aus, dass der gesamte Kreditbetrag inklusive Disagio zu Beginn der Kreditlaufzeit ausgezahlt wird und der Kredit bereits einen Monat nach Auszahlung begonnen wird zu tilgen. Das ist bei Hypothekendarlehen, die für den Neubau eines Hauses gewährt werden, praktisch nicht der Fall – im Gegensatz zum Kauf von Grundstücken, fertigen Gebäuden oder Umschuldungen.

### Rechtsgrundlagen
Im Rahmen der Vertragsfreiheit können die Vertragsparteien eines Kreditvertrages auch die Möglichkeit der Preisgestaltung und -differenzierung nutzen. Ein zur Senkung der Nominalzinsen führendes Disagio gehört zivilrechtlich zu den Zinsen, da es sich in der Bankenpraxis zu einem Rechenfaktor für die Zinsbemessung entwickelt hat. Das vereinbarte Disagio wird von der Rechtsprechung als laufzeitabhängiger Ausgleich für einen niedrigeren Nominalzinssatz angesehen. Die Vertragsauslegung ergibt, dass das Disagio als integraler Bestandteil der Zinskalkulation anzusehen ist.
Maßgeblich ist nicht die im Kreditvertrag gewählte Bezeichnung als „Zins“ oder als „Kosten“, vielmehr die Abgrenzung einerseits zwischen laufzeitabhängigen Zinsen und andererseits allen weiteren laufzeitunabhängigen Kreditkosten. Ob Entgelte als laufzeitabhängige Zinsen oder als laufzeitunabhängige Kosten einzuordnen sind, ist im Einzelfall im Wege der Auslegung zu ermitteln. Von § 492 Abs. 2 BGB werden nicht nur im Vertrag als Zinsen bezeichnete, sondern auch sonstige zinsähnliche Vergütungen erfasst, sofern sie laufzeitabhängigen Charakter haben. Dies hat der BGH bereits ausdrücklich für den Fall eines vereinbarten Disagios entschieden. Das gilt auch für eine Bearbeitungsgebühr, wenn auch diese als laufzeitabhängige Vergütung mit zinsähnlichem Charakter ausgestaltet ist. Auch der BFH stellt beim Disagio steuerrechtlich auf den Zinsbegriff des bürgerlichen Rechts ab.

### Disagio bei vorzeitiger Rückzahlung
Ob Kreditinstitute zur Erstattung des anteiligen unverbrauchten Disagios verpflichtet sind, hängt entscheidend davon ab, aus welchem Grund der Kreditvertrag vorzeitig beendet worden ist.
- Endet der Vertrag, weil der Kreditnehmer von einem Kündigungsrecht etwa nach § 286 Abs. 3 BGB oder nach § 489 BGB Gebrauch macht oder beide Parteien übereinstimmend von einer wirksamen Kündigung durch den Kreditnehmer ausgehen, so ist der Rechtsgrund für das unverbrauchte Disagio weggefallen. Dann steht dem Kreditnehmer ein Bereicherungsanspruch aus § 812 Abs. 1 BGB auf Erstattung des zeitanteiligen Disagios zu. Solche Fälle hatte der BGH bereits mehrfach entschieden.[10] Die betroffenen Banken wurden hier zur Erstattung des anteiligen unverbrauchten Disagios verurteilt.
- Wird ein Darlehensvertrag mit fester Laufzeit durch fristlose Kündigung der kreditgebenden Bank aus wichtigem Grund vorzeitig aufgelöst, weil der Darlehensnehmer seinen Verpflichtungen schuldhaft nicht nachgekommen ist, so steht der Bank ein Anspruch auf Ersatz des Schadens zu, den sie durch die vorzeitige Beendigung des Vertrages erleidet (§ 249 BGB). Bei der Berechnung des Schadens ist das unverbrauchte Disagio ein unselbständiger Rechnungsposten.[11] Da sich das bei Auszahlung des Darlehens fällige und einbehaltene Disagio ohne die fristlose Kündigung vollständig verbraucht hätte, müsse das anteilige Disagio als Teil der rechtlich geschützten Zinserwartung grundsätzlich der Bank in vollem Umfang verbleiben.[12] Eine Ausnahme komme unter dem Gesichtspunkt der Vorteilsausgleichung allerdings in den – nicht sehr häufigen – Fällen in Betracht, in denen die Bank das vorzeitig zurückgezahlte Darlehen wegen des gestiegenen Zinsniveaus zu einem den effektiven Vertragszins übersteigenden Zinssatz wieder anlegen könne.[13]

### Steuerfragen

#### Bilanzierung
Nach § 250 Abs. 3 HGB besteht für bilanzierende Unternehmen beim Disagio ein Aktivierungswahlrecht, wenn eine Differenz zwischen Rückzahlungs- und Ausgabebetrag einer Verbindlichkeit oder Anleihe besteht. Ein Disagio ist steuerrechtlich in Deutschland nach § 5 Abs. 5 Satz 1 Nr. 1 EStG als Geldbeschaffungskosten in der Steuerbilanz stets als aktiver Rechnungsabgrenzungsposten zu behandeln, soweit die Laufzeit des Darlehens über den Bilanzstichtag hinausgeht (Aktivierungspflicht). Das handelsrechtliche Wahlrecht kann unabhängig von der steuerlichen Ansatzpflicht ausgeübt werden. Die Auflösung erfolgt anteilig über die Gesamtlaufzeit des zugrundeliegenden Darlehens, dabei ist die Zinsstaffelmethode bzw. das Verfahren der linearen Abschreibung anzuwenden.

#### Werbungskosten
Die Vereinbarung von Disagien in Kreditverträgen ist nur sinnvoll, wenn man den Betrag des Disagios im Jahr der Auszahlung und bei Erfüllung der (steuerlichen) Rahmenbedingungen als Werbungskosten steuerlich geltend machen kann; dies ist bei Immobilienfinanzierungen nur bei vermieteten Immobilien der Fall. Ein marktübliches Disagio ist in voller Höhe absetzbar (§ 11 Abs. 2 Satz 4 EStG). Ein Disagio von bis zu höchstens 5 % der Darlehenssumme bei einem Zinsfestschreibungszeitraum von mindestens 5 Jahren wird dabei von der Finanzverwaltung regelmäßig als marktüblich angesehen. Wird ein höherer Disagiobetrag gezahlt, ist nach Auffassung der Finanzverwaltung der übersteigende Teil nicht sofort als Werbungskosten zu berücksichtigen, sondern steuerlich auf den Zinsfestschreibungszeitraum bzw. auf die Laufzeit des Darlehens zu verteilen. Der Bundesfinanzhof hat dagegen entschieden, dass auch bei Vereinbarung eines höheren Disagios von einer Marktüblichkeit für den gesamten Betrag ausgegangen werden kann, wenn der Darlehensvertrag mit einer Geschäftsbank wie unter fremden Dritten geschlossen wurde.

## Disagio in anderen Bereichen

### Wertpapiere
Bei Anleihen ist es üblich, dass Emittenten entweder einen Ausgabeaufschlag (Agio) verlangen oder ein Disagio, also einen Ausgabeabschlag, einbehalten. Beides führt während der Anlagelaufzeit zu einer Verminderung des Ertrages entweder beim Emittenten (Disagio) oder beim Anleger (Agio). Aktien und GmbH-Anteile indes dürfen gemäß § 9 AktG und § 5 Abs. 3 Satz 3 GmbHG nicht mit einem Disagio ausgegeben werden.

### Numismatik
Das Disagio stellt den Abschlag auf den Nennwert einer Münze dar, wenn dieser, verglichen mit ihrem Feingewicht, zu hoch angegeben ist.

### Kartenzahlung
Bei Kartenzahlungen ist Disagio der Betrag, den der „Acquirer“ bei der Begleichung der Forderung des Vertragsunternehmens von dieser Forderung als Gebühr abzieht. Dieses Disagio („Händlerentgelt“) ist durch die Verordnung (EU) 2015/751 des Europäischen Parlamentes und des Rates vom 29. April 2015 über Interbankenentgelte für kartengebundene Zahlungsvorgänge seit 2015 bei Debitkarten auf 0,2 % und bei Kreditkarten auf 0,3 % des Umsatzerlöses beschränkt.